# توسعه و مبانی تمدن غرب
توسعه و مبانی تمدن غرب نام کتابی است از سید مرتضی آوینی. این کتاب دارای ۱۹ فصل بوده و موضوع اصلی آن بررسی مفهوم توسعه مبتنی بر مبانی معرفتی و تاریخی تمدن غرب است.
فصول مختلف این کتاب طی سال‌های ۱۳۶۴ تا ۱۳۶۶ به صورت سلسله مقالاتی تحت عنوان «تحقیقی مکتبی در باب توسعه و مبانی تمدن غرب» در ماهنامهٔ جهاد به قلم آوینی به چاپ رسیده‌است. این کتاب تاکنون به چاپ‌های متعددی رسیده‌است.

## موضوع
کتاب با رویکرد ژورنالیستی و با ارجاع به منابع مختلف گوناگون نوشته شده‌است. نویسنده در فصل‌هایی با عنوان «از دیکتاتوری پول تا اقتصاد صلواتی» و «و ما ادریک ما البانک؟» به بیان مباحثی دربارهٔ اقتصاد می‌پردازد. داشتن گوشه چشمی به سیستم آموزشی و نسبت آن با توسعه یافتگی و همچنین نقد مندرجات کتب تاریخ رسمی را که بر اساس اعتقادات غیرواقعی مورخان عصر جدید نگارش یافته از دیگر مباحث این کتاب است.

## اطلاعات کتاب‌شناختی
چاپ دوم کتاب به صورت کاغذی توسط نشر ساقی در دی‌ماه ۱۳۷۶ و در ۳۰۰۰ نسخه در قطع رقعی و در ۲۵۹ صفحه به انتشار رسیده‌است. این کتاب اولین بار توسط مرکز حفظ و نشر آثار دفاع مقدس در وزارت جهاد سازندگی مدت کوتاهی بعد از درگذشت آوینی منتشر شد و چاپ آن توسط نشر ساقی در سال ۱۳۷۶ در واقع چاپ دوم کتاب است که با ویرایشی جدید و تغییراتی مختصر در عنوان و متن مقالات منتشر شده‌است.
فهرست
1. مقدمه
2. در معنای توسعه
3. توسعه‌یافتگی، اتوپیای قرن حاضر
4. بهشت زمینی
5. میمون برهنه!
6. توسعه برای تمتع
7. تمدن اسراف و تبذیر
8. عمق فاجعه
9. دیکتاتوری اقتصاد
10. نظام سیاره‌ای اقتصاد
11. از دیکتاتوری پول تا اقتصاد صلواتی
12. و ما ادریک ماالبانک؟
13. سودپرستی، بنیان اقتصاد آزاد
14. نظام آموزشی و آرمان توسعه‌یافتگی
15. نظام آموزشی غربی، محصول جدایی علم از دین
16. انسان از نسل میمون، خرافه‌ای جاهلانه
17. تأملی بیشتر در خلقت انسان نخستین
18. نوح نبی (ع) و تاریخ تمدن
19. ترقی یا تکامل
20. نمایه‌ها

## پانوشت‌ها
1. ↑  روزنامهٔ رسالت، شمارهٔ ۶۳۹۹، ۲۸ اسفقد ۱۳۸۷
2. ↑  «از «فتح خون» تا «آینه جادو» ی سید مرتضی». خبرگزاری دانشجو.